# Maildir
Maildir, od (ang.) mail directory – katalog poczty, skrzynka pocztowa – miejsce zapisu plików wiadomości pocztowych poczty elektronicznej w systemach uniksopodobnych, stosowany m.in. przez programy pocztowe Postfix, Exim, Courier-MTA czy qmail. Najczęściej, katalog poczty znajduje się w podkatalogu Maildir katalogu domowego.
Standardowo Maildir zawiera trzy podkatalogi:
- cur (wiadomości odczytane ale nie usunięte z serwera)
- new (nowe wiadomości, jeszcze nie odczytane)
- tmp (katalog tymczasowy)